# Extensión agraria

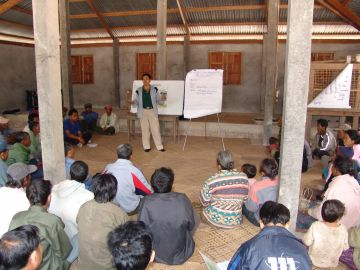
Extensión agraria en Laos, 2006.

El concepto de extensión agraria hace referencia a la aplicación de la investigación científica y los nuevos conocimientos a las prácticas agrarias a través de la educación agrícola y ganadera. El campo de extensión hoy en día alcanza un rango amplio compuesto por comunicaciones y actividades de aprendizaje organizadas para población rural por parte de profesionales de diferentes disciplinas incluyendo agricultura, salud y estudios de negocio y marketing.
El concepto abarca países del tercer mundo, pero también en vías de desarrollo y desarrollados económicamente. Los ejemplos pueden encontrarse en muchos casos relacionados con agencias gubernamentales, estando representados por organizaciones profesionales, redes y medios de comunicación.
Las agencias de extensión agraria en los países en desarrollo reciben en algunos casos apoyos desde organizaciones de desarrollo internacional como el Banco Mundial o la FAO de las Naciones Unidas.

## Procesos de comunicación

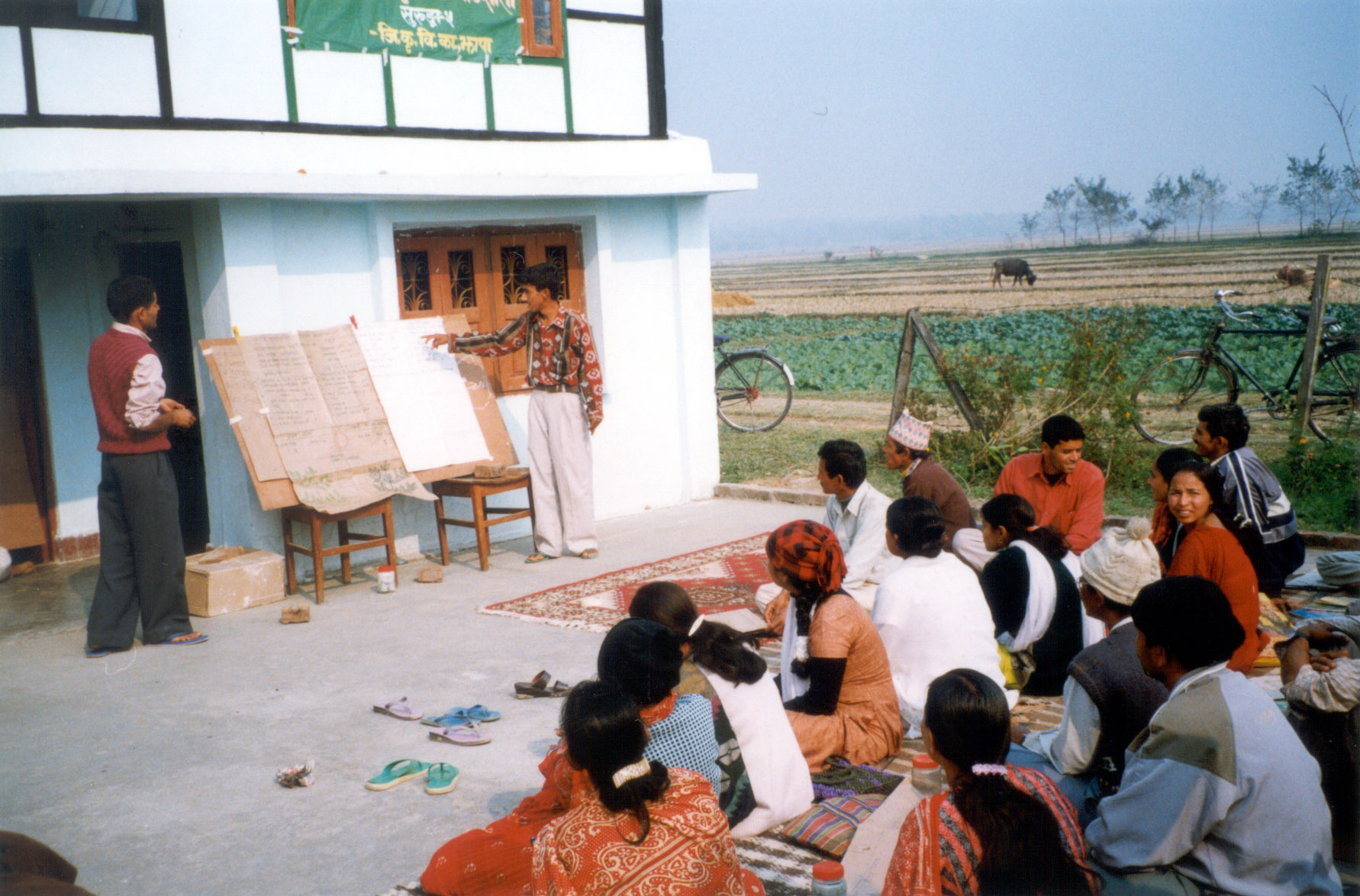
Extensión agraria en Nepal, 2002.

El término extensión ha sido utilizado para cubrir diferentes sistemas de comunicación. Hay dos temas que particularmente ayudas a definir el tipo de extensión: Cómo se realiza y porqué. En estos sistemas de comunicación cobra importancia la diferencia de enfoques entre paternalismo y participación.
Los primeros libros sobre extensión agraria describen el modelo de comunicación envuelto en la transmisión de mensajes desde el emisor al receptor. Visto así, los emisores suelen ser personas de autoridad como gobiernos, investigadores, etc. mientras que los receptores suelen ser agricultores pobres y sin educación reglada. Aunque este modelo incluyen una retroalimentación, lo cierto es que los emisores tienen el control de proceso de comunicación.
En muchos países la extensión paternalista se está viendo reemplazada por métodos participativos, en los cuales el conocimiento y las opiniones de los agricultores se consideran tan importantes como las de los investigadores. Estos procesos incluyen compartir información y tomas las decisiones de modo conjunto. Los términos interactivo y bottom-up (de abajo arriba) se utilizan como herramientas fundamentales.

## Cuatro paradigmas
No solamente los sistemas paternalistas son persuasivos ni siempre los procesos participatorios son educacionales, sino que existen cuatro posibles combinaciones, cada una de las cuales representa un paradigma diferente.
- Transferencia de tecnología (persuasivo + paternalista). Método prevaleciente en los tiempos coloniales que reaparece en la década de los años 70 y 80 del siglo XX en Asia.

- Trabajo persuasivo y participativo. Puede verse aún hoy cuando las compañías privadas responden a las necesidades de los agricultores con tecnología propia.

- Desarrollo de recursos humanos (educativo + paternalista). Modelo seguido por universidades americanas y europeas, para instruir a los agricultores, que no pueden asistir a cursos a tiempo completo. De este modo los alumnos pueden tomar sus propias decisiones sobre el uso que dan a la tecnología que adquieren.

- Facilitar el empoderamiento (educativo + participativo). Este paradigma utiliza métodos como el aprendizaje por experiencia y los intercambios entre agricultores-granjeros. El conocimiento se consigue a través de procesos interactivos y a los participantes se les anima a tomar sus propias decisiones. Los mejores ejemplos de este método se encuentran en proyectos que utilizan las llamadas Farmer Field Schools y el desarrollo tecnológico participativo